# Альто (Каліфорнія)
Альто (англ. Alto) — переписна місцевість (CDP) в США, в окрузі Марін штату Каліфорнія. Населення — 732 особи (2020).

## Географія
Альто розташоване за координатами 37°54′20″ пн. ш. 122°31′7″ зх. д. / 37.90556° пн. ш. 122.51861° зх. д. (37.905581, -122.518718).  За даними Бюро перепису населення США в 2010 році переписна місцевість мала площу 0,33 км², уся площа — суходіл.

## Демографія
Згідно з переписом 2010 року, у переписній місцевості мешкало 711 особа в 297 домогосподарствах у складі 180 родин. Густота населення становила 2183 особи/км².  Було 313 помешкання (961/км²).
Расовий склад населення:
| - 87,1 % — білих - 4,2 % — азіатів - 1,1 % — чорних або афроамериканців - 0,3 % — корінних американців - 0,1 % — вихідців з тихоокеанських островів - 2,3 % — осіб інших рас |

До двох чи більше рас належало 4,9 %. Частка іспаномовних становила 7,2 % від усіх жителів.
За віковим діапазоном населення розподілялося таким чином: 24,9 % — особи молодші 18 років, 66,2 % — особи у віці 18—64 років, 8,9 % — особи у віці 65 років та старші. Медіана віку мешканця становила 41,0 року. На 100 осіб жіночої статі у переписній місцевості припадало 81,8 чоловіків;  на 100 жінок у віці від 18 років та старших — 79,2 чоловіків також старших 18 років.
Середній дохід на одне домашнє господарство  становив 155 814 долари США (медіана — 61 283), а середній дохід на одну сім'ю — 203 628 доларів (медіана — 81 438). За межею бідності перебувало 10,9 % осіб, у тому числі 12,5 % дітей у віці до 18 років та 0,0 % осіб у віці 65 років та старших.
Цивільне працевлаштоване населення становило 431 осіб. Основні галузі зайнятості: освіта, охорона здоров'я та соціальна допомога — 30,4 %, роздрібна торгівля — 21,8 %, науковці, спеціалісти, менеджери — 13,2 %, виробництво — 10,0 %.